# Dordogne (departma)
Dordogne (okcitansko Dordonha, oznaka 24) je velik podeželski departma v jugozahodni Franciji s prefekturo Périgueux. Je v regiji Novi Akvitaniji približno na pol poti med dolino Loare in Pireneji, ime pa je dobil po reki Dordogne, ki teče skozenj. Približno ustreza starodavni grofiji Périgord. Januarja 2019 je imel departma Dordogne 413.223 prebivalcev.

## Zgodovina
Dordogne je eden od prvotnih 83 departmajev, ustanovljenih 4. marca 1790 med francosko revolucijo. Nastal je iz nekdanje province Périgord, grofije Périgord. Njegove meje so se v naslednjih desetletjih spreminjale.
Leta 1793 so bile občine Boisseuilh, Coubjours, Génis, Payzac, Saint-Cyr-les-Champagnes, Saint-Mesmin, Salagnac, Savignac, Saint-Trié in Teillots prenesene iz Corrèze v Dordogne.
Leta 1794 je Dordogne Cavarc prepustil Lot-et-Garonne. Kasneje leta 1794 (čeprav v naslednjem letu po republikanskem koledarju, ki je bil takrat v uporabi), je Dordogne pridobila Parcoul od Charente-Inférieure.
Po obnovi leta 1819 je bila občina Bonrepos zatrta in združena s sosednjo občino Souillac v Lotu.

## Geografija
Departma je del regije Nova Akvitanija in je obdan s šestimi departmaji Haute-Vienne, Corrèze, Lot, Lot-et-Garonne, Gironde, Charente in Charente. Dordogne je tretji največji departma metropolitanske Francije. Po velikosti je nekoliko primerljiva s Ciprom oziroma malo manjša od polovice Slovenije.

### Glavna mesta
Najbolj naseljena občina je Périgueux, prefektura. Od leta 2019 je 9 občin z več kot 5000 prebivalci:
| Commune               | Population (2019) |
| --------------------- | ----------------- |
| Périgueux             | 29,896            |
| Bergerac              | 26.693            |
| Boulazac Isle Manoire | 10.737            |
| Sarlat-la-Canéda      | 8816              |
| Coulounieix-Chamiers  | 7387              |
| Trélissac             | 7006              |
| Terrasson-Lavilledieu | 6266              |
| Montpon-Ménestérol    | 5704              |
| Saint-Astier          | 5352              |

### Demografija
Število prebivalcev je leta 1851 po popisu tistega leta doseglo najvišjo vrednost pri 505.789. Po tem se je število prebivalstva do leta 1975 zmanjšalo na 373.000. To je odraz dolgoročnega upada prebivalstva, ki so ga opazili v številnih podeželskih departmajih zaradi sprememb v kmetijstvu in privlačnosti višjih industrijskih plač, ki so na voljo v bolj urbaniziranih regijah. Med letoma 1975 in 2010 , se je število prebivalcev ponovno povečalo in doseglo 415.000.
Dordogne ima skupnost britanskih priseljencev. Regija ima med 5000 in 10.000 britanskih prebivalcev in 800 britanskih podjetnikov, ki jih privlačijo francoski način življenja, toplo podnebje in nižji življenjski stroški. Vas Eymet je v središču trenda, z 200 britanskimi družinami med 2600 prebivalci.

## Turizem
- Périgueux
- Château de Beynac
- Lascaux
- Kanjoning po reki Dordogne
- La Roque-Gageac
- Cabanes du Breuil

V Dordogni je več kot 1500 gradov ali dvorcev, zaradi česar je »Druga dežela dvorcev«, vključno z:
- Château de Mauriac (Douzillac)
- Château de Beynac
- Biron
- Manoir de la Borie-Fricart
- Bourdeilles
- Castelnaud-la-Chapelle
- Chantérac
- Chatenet
- Commarque
- Hautefort
- Manoir de Jaillac
- Jaurias
- La Besse
- La Mothe
- La Petite Filolie
- La Renaudie
- La Roche
- La Roque-Gageac
- Manoir de Mitonias
- Milandes
- Monbazillac
- Manoir des Pautis
- Pécany
- Puymartin
- Saulnier

Slavne jame Lascaux so bile zaprte za javnost, vendar je replika Lascaux II odprta za obiskovalce in je velika turistična atrakcija. Périgueux ima pomembne rimske ruševine, vključno z areno, ki je še vedno vidna v javnem parku v bližini mestnega središča.